# Salmbach
Salmbach é uma comuna francesa na região administrativa de Grande Leste, no departamento Baixo Reno. Estende-se por uma área de 8,93 km². Em 2010 a comuna tinha 590 habitantes (densidade: 66,1 hab./km²).

## Gallery

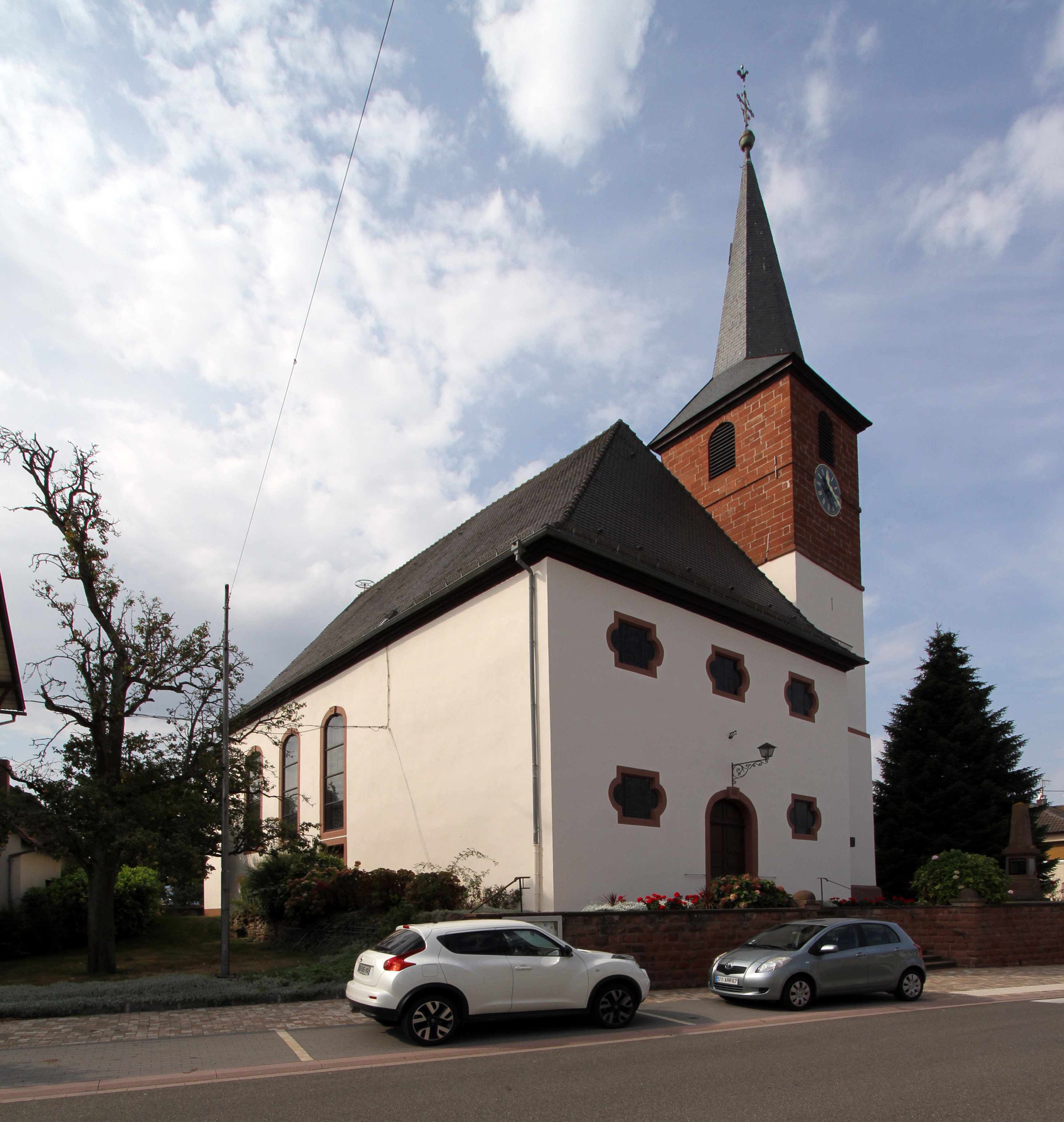
Igreja de Santo Estêvão
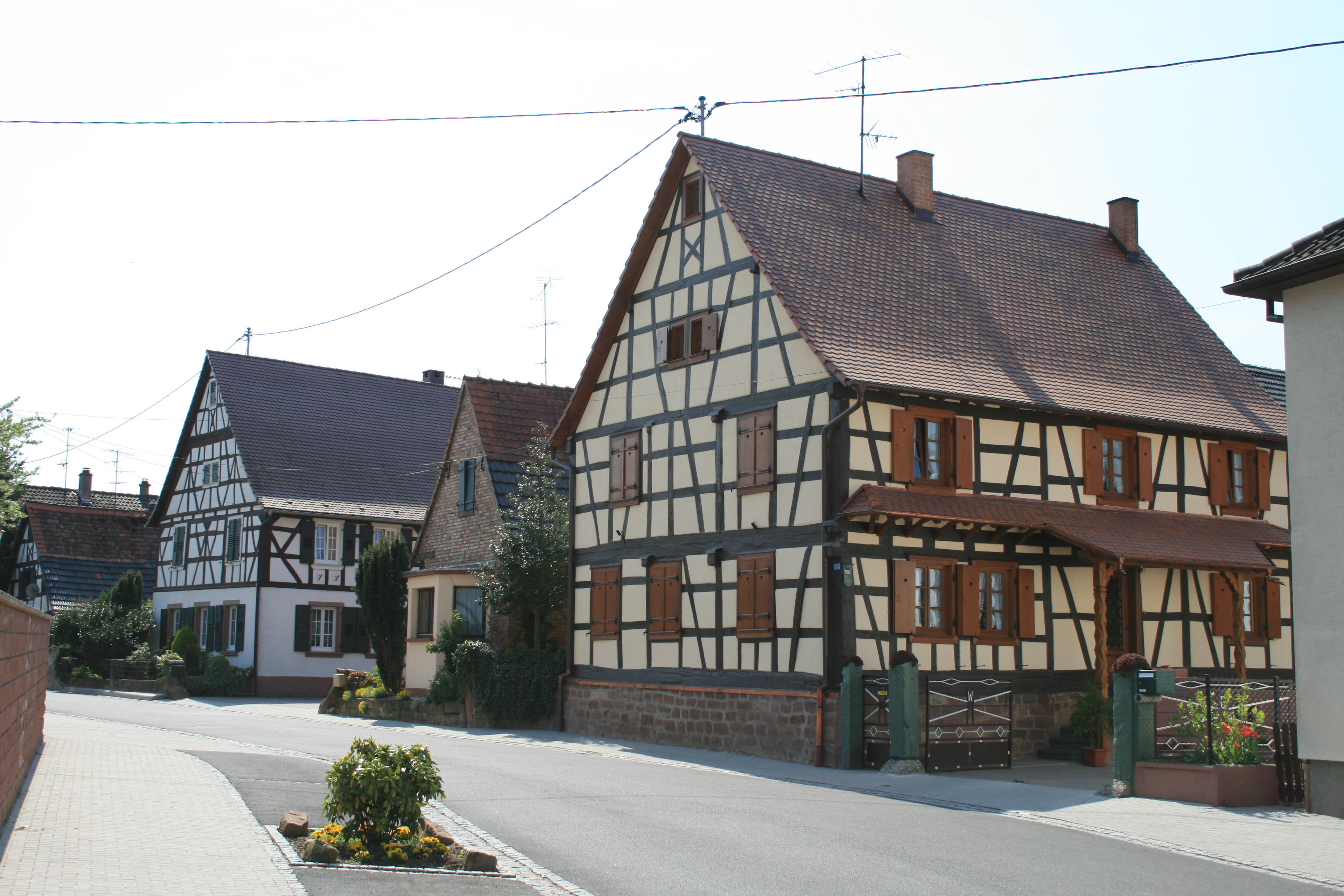
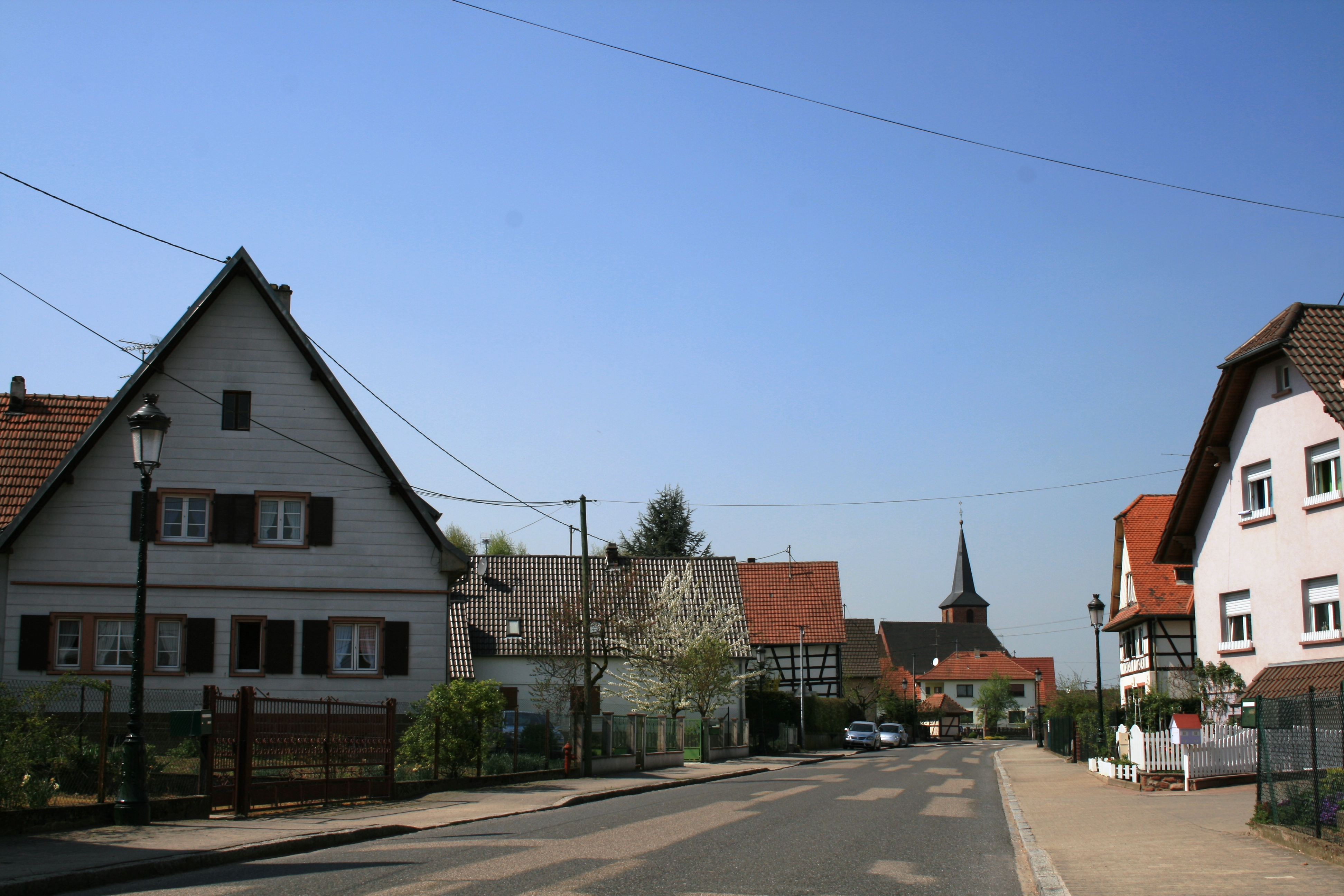